# 由良 (イラストレーター)
由良（ゆら、3月10日 - ）は日本のゲームクリエイター（キャラクターデザイナー・ディレクター・プロデューサー）・イラストレーターである。血液型A型。

## 作品リスト

### 一般ゲーム
- ファイアーエムブレム ヒーローズ

### BLゲーム
- 冤罪 eine falsche Beschuldi-gung
- 帝国千戦記
- 絶対服従命令
- Laughter Land
- みらくるのーとん
- ラッキードッグ1
- Friendly lab

### 乙女ゲーム
- 乙女的恋革命★ラブレボ!!
- Real Rode -リアルロデ-
- 華アワセ

### 美少女ゲーム
- 奴隷市場
- セイレムの魔女たち

### その他
- GETUP! GETLIVE!

### 画集
- 由良ARTWORKS−DARK SIDE−
- 由良ARTWORKS−LIGHT SIDE−